# Conquista (Spagna)
Conquista è un comune spagnolo di 494 abitanti situato nella comunità autonoma dell'Andalusia, nella provincia di Cordova. Fa parte della comarca di Los Pedroches.